# (6973) Karajan
(6973) Karajan – planetoida z pasa głównego asteroid okrążająca Słońce w ciągu 4 lat i 120 dni w średniej odległości 2,65 j.a. Została odkryta 27 kwietnia 1992 roku w Kushiro przez Seiji Uedę i Hiroshi Kanedę. Nazwa planetoidy pochodzi od Herberta von Karajana (1908-1989), austriackiego dyrygenta o międzynarodowej sławie. Przed nadaniem nazwy planetoida nosiła oznaczenie tymczasowe (6973) 1992 HK.